# ルカ・モリシ
ルカ・モリシ（Luca Morisi、1991年2月22日 - ）は、ユナイテッド・ラグビー・チャンピオンシップ・ゼブレ・パルマに所属するラグビーユニオン選手。

## プロフィール
- イタリア・ミラノ出身。
- ポジションはセンター(CTB)。
- 身長 185cm、体重 98kg
- U20イタリア代表に選ばれたことがある[1]。
- イタリア代表キャップは34（2021年1月現在）でラグビーワールドカップ2019のイタリア代表に選ばれた[2]。

## 略歴
グランデミラノ・ラグビー、クロティアティRFCを経て、2012年、ベネットンに加入。
2022年、ロンドン・アイリッシュに加入。